# Награда Еми за најбољу споредну мушку улогу у мини-серији или ТВ филму

### 2000-е
2000.
- Ханк Азарија – Уторак с Моријем
- Клаус Марија Брандауер – Дороти Дендриџ
- Џејмс Кромвел – RKO 281
- Дени Главер – Freedom Song
- Џон Малкович – RKO 281

2001.
- Брајан Кокс – Нирнберг
- Алан Олда – Клуб Ланд
- Колин Ферт – Завера
- Виктор Гербер – Ја и моје сенке: Живот са Џуди Гарланд
- Ијан Холм – Последња плавуша из бенда
- Стенли Тучи – Завера

2002.
- Мајкл Моријарти – Џејмс Дин
- Алек Болдвин – Path to War
- Џим Бродбент – Бура се спрема
- Дон Чидл – Поглед иза сунца
- Џон Војт – Uprising

2003.
- Бен Газара – Хистерично слепило
- Алан Аркин – Тајна документа Пентагона
- Крис Купер – Моја кућа у Умбрији
- Џон Малкович – Наполеон
- Питер О’Тул – Хитлер: Рађање зла

2004.
- Џефри Рајт – Анђели у Америци
- Џастин Керк – Анђели у Америци
- Вилијам Х. Мејси – Stealing Sinatra
- Бен Шенкман – Анђели у Америци
- Патрик Вилсон – Анђели у Америци

2005.
- Пол Њумен – Емпајер Фолс
- Брајан Денехи – Наши очеви
- Филип Симор Хофман – Емпајер Фолс
- Кристофер Пламер – Наши очеви
- Ренди Квејд – Елвис

2006.
- Џереми Ајронс – Елизабета I
- Роберт Карлајл – Трговина људима
- Клифтон Колинс Млађи – Лопов
- Хју Данси – Елизабета I
- Денис Лосон – Суморна кућа

2007.
- Томас Хејден Черч – Пут искупљења
- Ед Азнер – Божићна честитка
- Џо Мантења – Све испочетка
- Ејдан Квин – Покопај ми срце код Вундид Нија
- Огаст Шеленберг – Покопај ми срце код Вундид Нија

2008.
- Том Вилкинсон – Џон Адамс
- Боб Балабан – Пребројавање
- Стивен Дилејн – Џон Адамс
- Денис Лири – Пребројавање
- Дејвид Морс – Џон Адамс'

2009.
- Кен Хауард – Сиви вртови
- Лен Кару – Олуја рата 2
- Том Кортни – Мала Дорит
- Боб Њухарт – Библиотекар: Проклетство Јудиног пехара
- Енди Серкис – Мала Дорит

### 2010-е
2010.
- Дејвид Стратерн - Темпл Грандин
- Мајкл Гамбон - Ема
- Џон Гудман - Не знате ви Џека
- Џонатан Прајс - Повратак у Кранфорд
- Патрик Стјуарт - Хамлет

2011.
- Гај Пирс - Милдред Пирс
- Пол Џијамати - Превелики за пропаст
- Брајан Ф. О’Берн - Милдред Пирс
- Том Вилкинсон - Кенедијеви
- Џејмс Вудс - Превелики за пропаст

2012.
- Том Беренџер - Хатфилди и Макоји
- Мартин Фриман - Шерлок: Скандал у Белгравији
- Ед Харис - Промена игре
- Денис О’Хер - Америчка хорор прича
- Дејвид Стратерн - Хемингвеј и Гелхорн

2013.
- Џејмс Кромвел - Америчка хорор прича: Лудница
- Скот Бакјула - Мој живот са Либерачијем
- Џон Бенџамин Хики - На слово, на слово Р
- Питер Мулан - Површина језера
- Закари Квинто - Америчка хорор прича: Лудница

2014.
- Мартин Фриман - Шерлок: Његов последњи завет
- Мет Бомер - Нормално срце
- Колин Хенкс - Фарго
- Џо Мантело - Нормално срце
- Алфред Молина - Нормално срце
- Џим Парсонс - Нормално срце

2015.
- Бил Мари - Олив Китериџ
- Ричард Карбал - Амерички злочин
- Дејмијан Луис - Вучје легло
- Денис О’Хер - Америчка хорор прича: Циркус наказа
- Мајкл Кенет Вилијамс - Беси
- Фин Витрок - Америчка хорор прича: Циркус наказа

2016.
- Стерлинг Кеј Браун - Народ против О. Џеј. Симпсона: Америчка криминалистичка прича
- Хју Лори - Ноћни менаџер
- Џеси Племонс - Фарго
- Дејвид Швимер - Народ против О. Џеј. Симпсона: Америчка криминалистичка прича
- Џон Траволта - Народ против О. Џеј. Симпсона: Америчка криминалистичка прича
- Боким Вудбајн - Фарго

2017.
- Александер Скарсгорд - Невине лажи
- Бил Камп - Кобна ноћ
- Алфред Молина - Завада: Бети и Џоун
- Дејвид Тјулис - Фарго
- Стенли Тучи - Завада: Бети и Џоун
- Мајкл Кеј Вилијамс - Кобна ноћ

2018.
- Џеф Данијелс - Godless
- Брендан Виктор Диксон - Jesus Christ Superstar Live in Concert
- Џон Легвизамо - Вејко
- Рики Мартин - Атентат на Ђанија Версачеа: Америчка крими прича
- Едгар Рамирез - Атентат на Ђанија Версачеа: Америчка крими прича
- Мајкл Сталбарг - The Looming Tower
- Фин Витрок - Атентат на Ђанија Версачеа: Америчка крими прича

2019.
- Бен Вишо - Веома енглески скандал
- Асанте Блек - Кад нас виде
- Пол Дејно - Бекство из Данеморе
- Џон Легвизамо - Кад нас виде
- Стелан Скарсгорд - Чернобиљ
- Мајкл К. Вилијамс - Кад нас виде

### 2020-е
2020.
- Јаија Абдул Матин II - Надзирачи
- Џован Адепо - Надзирачи
- Тајтус Берџес - Unbreakable Kimmy Schmidt: Kimmy vs the Reverend
- Луј Госет Млађи - Надзирачи
- Дилан Макдермот - Холивуд
- Џим Парсонс - Холивуд

2021.
- Еван Питерс - Мер из Истауна
- Томас Броди-Сангстер - Дамин гамбит
- Давид Дигс - Хамилтон
- Папа Есиједу - Могу да те уништим
- Џонатан Гроф - Хамилтон
- Ентони Рамос - Хамилтон

2022.
- Мари Бартлет - Бели лотос
- Џејк Лејси - Бели лотос
- Вил Полтер - Dopesick
- Сет Роген - Пам и Томи
- Питер Сарсгорд - Dopesick
- Мајкл Сталбарг - Dopesick
- Стив Зан - Бели лотос

2023.
- Пол Волтер Хаусер - Црна птица
- Мари Бартлет - Welcome to Chippendales
- Ричард Џенкинс - Дамер — Монструм: Прича о Џефрију Дамеру
- Џозеф Ли - Beef
- Реј Лиота - Црна птица
- Јанг Мазино - Beef
- Џеси Племонс - Љубав и смрт